# Adad-shuma-usur
Adad-šuma-usur () was 1216-1186 v.Chr. koning van Babylonië, of Karduniaš, zoals het onder de Kassieten heette.
Nadat de Assyrische koning Tukulti-Ninurta zijn voorganger Kashtiliash IV gevankelijk had afgevoerd, werd het land zeven jaar, deels middels stadhouders, door het buurland geregeerd. Daarna volgde een opstand tegen het vreemde bewind en werd Adad-shuma-usur door de Babylonische adel op 'de troon van zijn vader' gezet.

In Borger wordt een schenking van Adad-šuma-uṣur die niet door een verzegelde oorkonde verzekerd was door Marduk-apla-iddina I bevestigd.
Er is een dolk uit Luristan, een zgn. Randgriffdolch gepubliceerd door G. Dossin, met de naam van de koning als inscriptie, geschreven als DINGIR-IM-MU-URU.
In zijn tijd worden voor het eerst de kirî ekallim van Babylon genoemd, de paleistuin, waarin koningen een soort arboretum aanlegden.
.
Adad-shuma-usur was vrij lang aan het bewind (30 jaar) en was de tijdgenoot van de Assyrische koningen Tukulti-Ninurta I (zijn laatste jaren), Assur-nadin-apli, Assur-nirari III, Enlil-kudurri-usur en Ninirta-apil-ekur.